# Morokulien
Morokulien es un lugar con un espacio de seis hectáreas entre la frontera de Noruega (municipio de Eidskog) y de Suecia (Eda Municipio). El nombre Morokulien proviene del programa radiofónico "Över alla gränser" quien puso nombre al lugar como Morokulien en 1959 y así le quedó. 

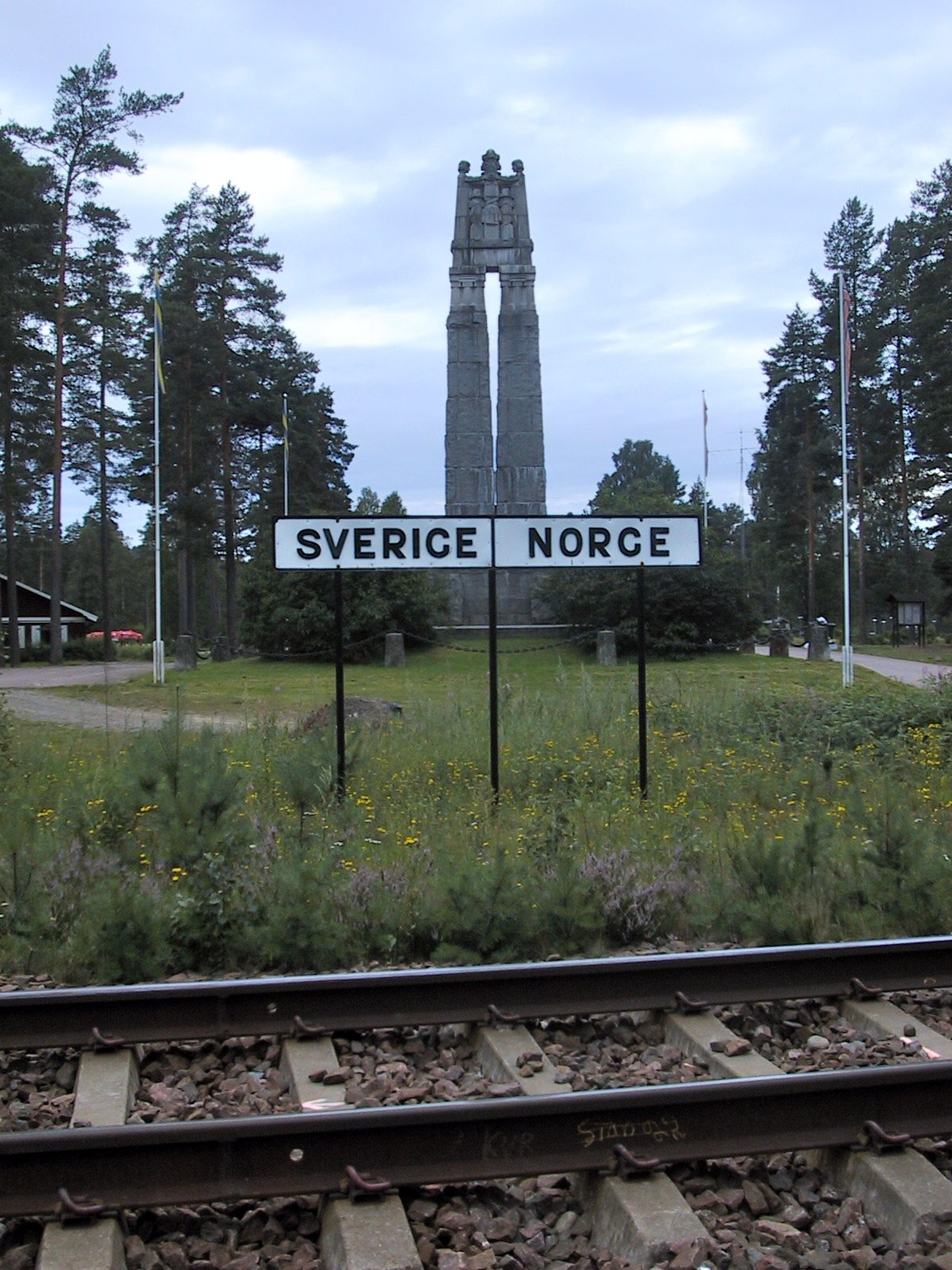
Monumento en Morokulien

Su nombre se compone de palabras noruegas y suecas para (moro y kul, respectivamente).

## Historia
En 1910 el Congreso de Paz nórdico en Estocolmo decidió que un monumento de paz tendría que ser levantado en la frontera entre Suecia y Noruega para celebrar 100 año de paz entre los países. El edificio del monumento de paz estuvo acabado en 1914.

## Estación radiofónica amateur
En 1968 radioaficionados suecos y noruegos decidieron empezar una estación radiofónica amateur en el borde de la frontera entre Suecia y Noruega. tienen un indicativo de llamada diferente según la operen radioaficionados suecos o noruegos, para suecos (SJ9WL) para noruegos (LG5LG). La estación permanece abierta para alquilar a todos los radioaficionados con una licencia radiofónica amateur.

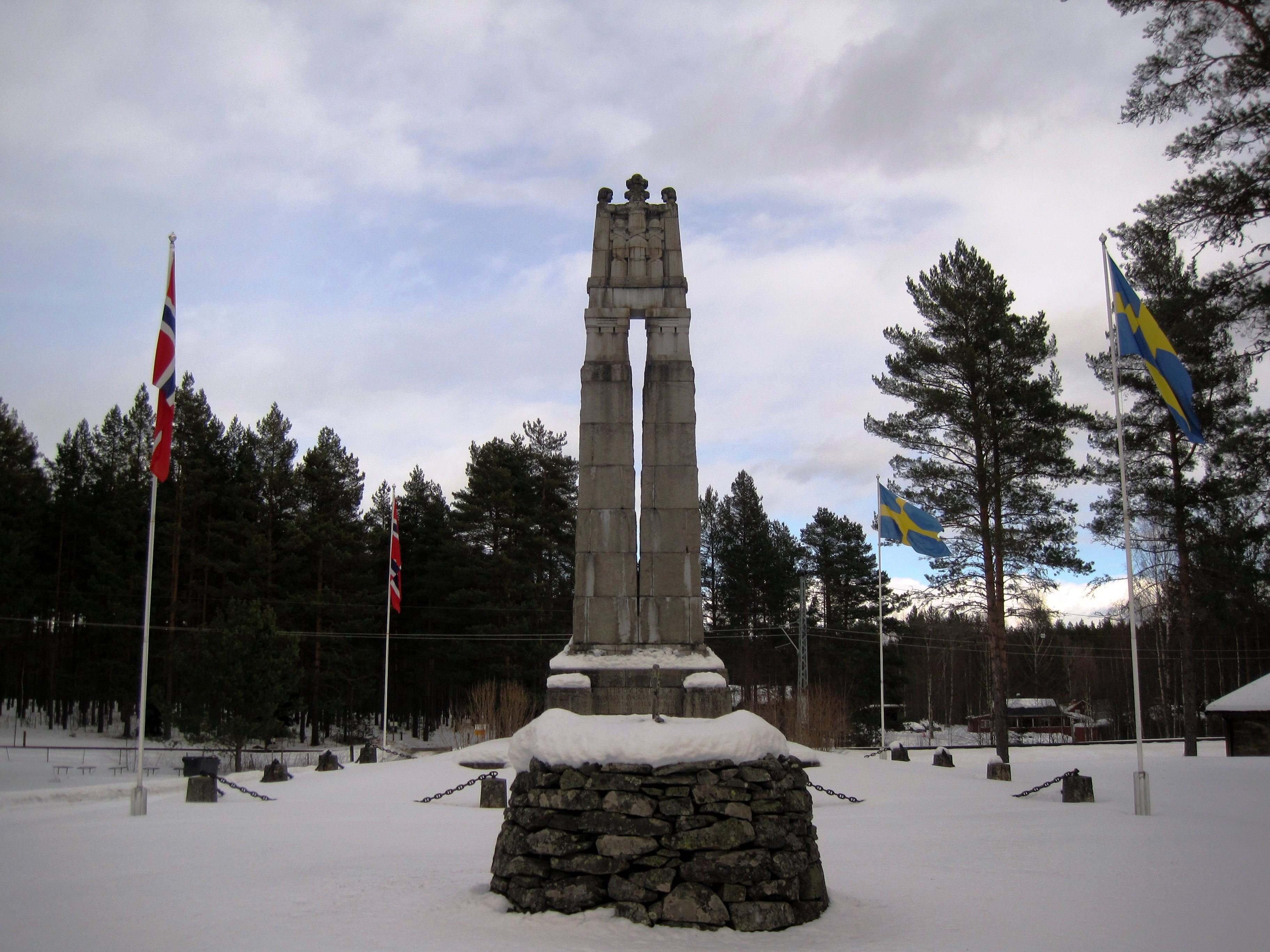

## Oficina de turismo local
La oficina de turismo local esta en la frontera entre Noruega y Suecia. la línea divisoria fue marcada en el techo y el piso. La frontera puede ser cruzada sin un pasaporte.